# Valeri Aleksanyan
Pour les articles homonymes, voir Aleksanyan.
Valeri Aleksanyan, né le 4 septembre 1984 à Erevan en Arménie, est un footballeur international arménien, qui évolue au poste de défenseur. 
Il compte 27 sélections en équipe nationale entre 2004 et 2013.

## Biographie

### Carrière de joueur
Valeri Aleksanyan dispute cinq matchs en Ligue des champions, trois matchs en Ligue Europa, et un match en Coupe Intertoto.

### Carrière internationale
Valeri Aleksanyan compte 27 sélections avec l'équipe d'Arménie entre 2004 et 2013. 
Il est convoqué pour la première fois par le sélectionneur national Mihai Stoichiță pour un match amical contre la Hongrie le 18 février 2004 (défaite 2-0). Il reçoit sa dernière sélection le 11 octobre 2013 contre la Bulgarie (victoire 2-1).

## Palmarès
- Avec le Pyunik Erevan
  - Champion d'Arménie en 2001, 2002, 2003, 2004, 2005 et 2006.
  - Vainqueur de la Coupe d'Arménie en 2002 et 2004.
  - Vainqueur de la Supercoupe d'Arménie en 2004, 2005 et 2007.